# Хорошая женщина (фильм)
«Хорошая женщина» (англ. A Good Woman) — романтическая комедийная драма 2004 года, снятая Майком Баркером. Основана на пьесе Оскара Уайлда «Веер леди Уиндермир».

## Сюжет
Фильм повествует о молодой, богатой, счастливой семейной паре, чей размеренный отдых на итальянской Ривьере нарушает красивая американка бальзаковского возраста «с прошлым». Её тайные встречи с мужем молодой героини, роль которой играет Скарлетт Йоханссон, дают повод для сплетен праздно проводящим время английским аристократам. Об этих встречах до поры до времени не знает лишь сама героиня… Тайное становится явным в день её рождения: молодая женщина обнаруживает чеки, выписанные на имя «подруги» мужа…

## В ролях
| Актёр               | Роль             |
| ------------------- | ---------------- |
| Хелен Хант          | миссис Эрлинн    |
| Скарлетт Йоханссон  | Мег Уиндермер    |
| Милена Вукотич      | графиня Луччино  |
| Марк Амберс         | Роберт Уиндермер |
| Стивен Кэмпбелл Мур | лорд Дарлингтон  |
| Том Уилкинсон       | Таппи            |
| Роджер Хэммонд      | Сесил            |
| Джон Стэндинг       | Домби            |

## Критика
В своем обзоре в The New York Times Стивен Холден назвал фильм «неудачной голливудской экранизацией» и добавил: «Существует большой разрыв между британскими актерами фильма, которым удобно произносить афоризмы Уайльда, и их американскими коллегами, которые не имеют  связи с английским языком, на котором говорят в высоком стиле Уайльда».
Дерек Элли из Variety заявил: «Во многих отношениях фильм настолько далек от пьесы Уайльда, что представляет собой практически отдельную работу, залитую пастелью, охрой, черным и золотым. Легко перемещающийся по разным локациям, он похож на еще один кусочек ностальгии по 1930-м годам в духе фильма «Колдовской апрель» или романа Эдварда Форстера «Куда боятся ступить ангелы».
Мик ЛаСалль из San Francisco Chronicle сказал: «В этом фильме нет ничего, что могло бы не понравиться... Однако с ним что-то не так. Молния так и не ударила. Это неизбежное следствие переноса пьесы на экран, которое делает её менее преувеличенной и более мрачной, чем в оригинале. Но ничто не может уменьшить удовольствие от эпиграмм Уайльда».
Кеннет Туран из Los Angeles Times написал: «Фильм создан из лучших побуждений и слегка развлекает, но в попытке осовременить свой сюжет он потерял многое из того, что делало оригинал таким запоминающимся, и не получил многого взамен».